# Hydroporus ijimai
Hydroporus ijimai är en skalbaggsart som beskrevs av Nilsson och Takeshiko Nakane 1993. Hydroporus ijimai ingår i släktet Hydroporus och familjen dykare. Inga underarter finns listade i Catalogue of Life.